# 蒂莫西·雅各布·延森
蒂莫西·雅各布·延森（Timothy Jacob Jensen，1962年4月27日—），是一名工业设计师和设计战略专家。他曾经是位于丹麦Hejlskov的雅各布延森控股公司的主要持股人、CEO兼首席设计师，旗下有雅各布延森设计公司和雅各布延森品牌公司。蒂莫西·雅各布·延森为通用电气、铂傲（Bang and Olufsen, B&O）等众多国际品牌创作了许多设计，其作品涉及钟表和珠宝、家居用品、家具和厨房、通讯设备、建筑、汽车等诸多领域，被认为是北欧极简主义设计的代表。他的设计作品先后被瑞典斯德哥尔摩国家博物馆、丹麦艺术与设计博物馆、丹麦装饰艺术博物馆以及纽约现代艺术博物馆收藏，多次获得红点奖（Red Dot Design Award）、iF产品设计奖（iF Product Design Award）等设计奖项。

## 生平经历
蒂莫西·雅各布·延森出生于丹麦哥本哈根，父亲是工业设计师雅各布·延森（Jacob Jensen）。他从四岁起移居位于日德兰半岛中部的Hejlskov。
1978 年，蒂莫西·雅各布·延森进入他父亲的工作室成为一名学徒，开始了他的设计师生涯。其后，在 1982 至 1984 年间担任工作室主管。1985年，蒂莫西在哥本哈根开设了自己的工作室，3 年后关闭，他用了之后的两年时间一边设计一边周游世界。1990 年他归来接管了父亲的工作室。1998 年创立雅各布·延森控股公司，1999 年创立“雅各布·延森”品牌。蒂莫西·雅各布·延森现在是雅各布·延森设计公司的董事、主要持股人和首席设计师及雅各布·延森的品牌总监。1991 - 1998 年他还同时兼任了嘉格纳（Gaggenau）的董事及首席设计师。
蒂莫西·雅各布·延森和他的父亲均有作品被纽约现代艺术博物馆收藏。蒂莫西的设计还曾在巴黎装饰艺术博物馆，丹麦艺术与设计博物馆，以及法兰克福应用艺术博物馆展出过。 
蒂莫西·雅各布·延森领导的团队设计过的产品品牌包括，铂傲（Bang and Olufsen, B&O）、施坦威（Steinways & Sons）、嘉格纳（Gaggenau）、大北欧通讯（GN Netcom）、力奇（Nilfisk）、诺德乐斯（Nordlux）、维斯塔斯(Vestas)、爱步(ECCO)、诺基亚、威卢克斯(VELUX)、东芝、Bell Xpress、Tangent等。
自 1995 年起，蒂莫西·雅各布·延森为世界各地的企业、大学、专业协会和教育机构发表演讲，主持工作室。先后担任了丹麦奥尔堡大学（Aalborg University）、丹麦奧胡斯大學（Aarhus University）、土耳其伊斯坦布尔Mimar Sinan艺术大学（Istanbul Mimar Sinan University）、上海视觉艺术学院的客座教授。延森是中国上海德稻大师工作室（DTMA）品牌战略设计中心的大师之一。
与中国上海德稻大师工作室携手，蒂莫西·雅各布·延森创办了第一家联合工作室 - 雅各布·延森德稻上海设计工作室，既提供创意服务，亦从事学术培训。 2014年，与泰国国王科技大学联合，创办了另一家联合工作室， 雅各布·延森泰国国王科技大学曼谷设计工作室，为年轻设计师提供一个国际合作的设计平台。蒂莫西·雅各布·延森和资深设计师的督促下，通过学习和贯彻由雅各布·延森多年积累和改进的经验，年轻的设计师们可以学到雅各布·延森设计的方法，价值和思想。
1990年， 蒂莫西创建了雅各布·延森商标，重点把设计放到全球高品质生活用品领域。
1986年，纽约现代艺术博物馆的《设计研究收藏》收录了雅各布·延森品牌的经典手表510和520款，这两款手表正是由蒂莫西·雅各布·延森在1985年所设计的，至今仍在生产中。 

## 荣誉及奖项
雅各布·延森设计自成立起，乃至蒂莫西·雅各布·延森执掌后，获得过150余次多项国际设计大奖，其中部分主要作品及奖项有：
- 红点奖，德国， 16 次， 1993–2014[21]
  - 2014 雅各布·延森手表 Curve 系列[22]
  - 2013 雅各布·延森手表 Eclipse 系列[22]
  - 2012 雅各布·延森手表 700 系列[22]
  - 2011 Tommerup 钻石 32 型棺系列、雅各布·延森品牌标识手表系列[22]、东芝 Wl768 系列液晶电视
  - 2009 Jabra JX20 蓝牙耳机
  - 2006 雅各布·延森计时器 600
  - 2002 雅各布·延森计时器
  - 2000 雅各布·延森气象台、嘉格纳 EB 271 & ED 221（合作设计：Reinhard Segers）、嘉格纳 Vario 全系列：（合作设计：Reinhard Segers）
  - 1997 尼格麦康（NEG Micon）风力涡轮机
  - 1996 嘉格纳 EB 388 & EB 385 嵌入式烤箱
  - 1993 嘉格纳 EB900

- IF产品设计奖，德国，33次， 1967–2011[23]
  - 2011 雅各布·延森品牌定时天平、东芝 55Wl768 / 46Wl768 / 40Wl768 / 55WX800U / 46WX800U / 55F1 /46F1 液晶电视
  - 2010 雅各布·延森品牌电话 10 系列
  - 2000 嘉格纳 Vario 全系列（合作设计：Reinhard Segers）
  - 1997 尼格麦康（NEG Micon）风力涡轮机
  - 1996 嘉格纳 AH 100 抽油烟机
  - 1991 斯坦特芬 Touchline
  - 1990 Bang & Olufsen Beosystem 9500

- ID 工业设计奖（英语：Danish Design Award），12次, 1969–2007[24]
  - 2007 XO Care-XO 4 Unit，Total Dental Solution
  - 1996 踏板与工具箱
  - 1992 Bruel & Kjær 超声波扫描仪
  - 1990 Bang & Olufsen

- Plus X Award，德国，4次，2006–2008[24]
  - 2008 雅各布·延森电话 80 系列
  - 2006 雅各布·延森门铃、雅各布·延森电话 6 系列、Jabra JX20蓝牙耳机

- 日本优良设计奖（英语：Good Design Award(Japan)），日本，6次， 1985–2010[24]
  - 2010 东芝 REGZA 55/46F1, 55/46WX800U, 55/46Wl768 液晶电视[25]
  - 1990 Bang & Olufsen Beosystem 6500、Bang & Olufsen Beosystem 9500

- 芝加哥优秀设计奖（英语：Good Design Award(Chicago)），美国[24]
  - 2011 Tangent Fjord 音响设备
  - 2002 嘉格纳 Vl051, ED220, VK230 & VR230 Vario 系列（合作设计：Reinhard Segers）

- 红星奖，中国
  - 2013 Tangent Fjord 音响设备[26]

- 中国设计奖，中国
  - 2014 烟雾报警器[27]

- 雅各布·延森设计被各国博物馆收藏的部分作品有[24]：
  - 2009 Rosti Mepal 维多利亚碗：瑞典斯德哥尔摩国家博物馆、丹麦艺术与设计博物馆
  - 2007 Bang & Olufsen Beosystem 5500：美国旧金山现代艺术博物馆
  - 2002 Bang & Olufsen Beomaster 1900：丹麦艺术与设计博物馆
  - 2000 雅各布·延森气象台：丹麦艺术与设计博物馆
  - 2000 Bang & Olufsen Beogram 6000：美国纽约现代艺术馆
  - 1995 雅各布·延森品牌电话机：丹麦装饰艺术博物馆
  - 1994 力奇（Nilfisk）GM2000 吸尘器：丹麦装饰艺术博物馆
  - 1992 Max René, Jensen One Car：丹麦装饰艺术博物馆

## 设计作品案例

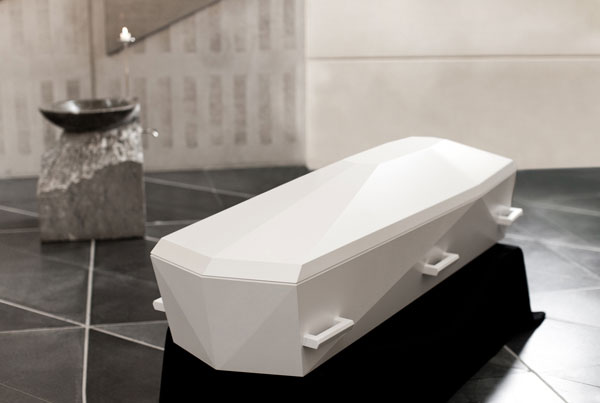
Tommerup Kister 钻石 32 棺材, 2010
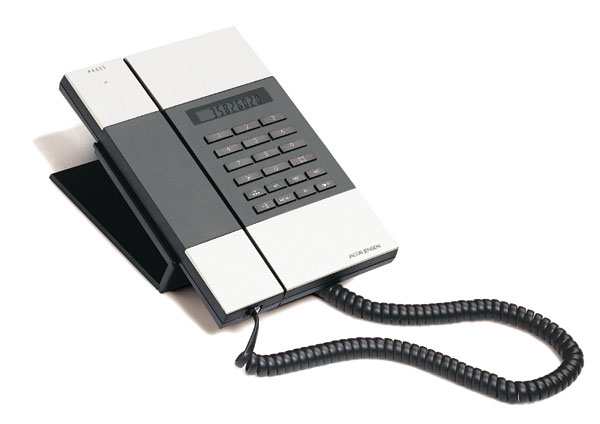
JACOB JENSEN™ T3 电话, 1994
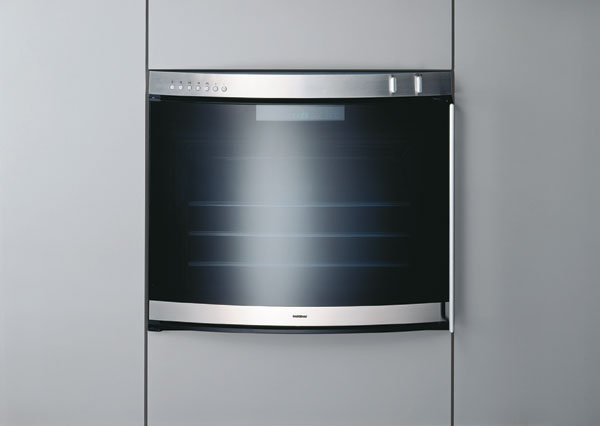
Gaggenau EB900 烤炉, 1993
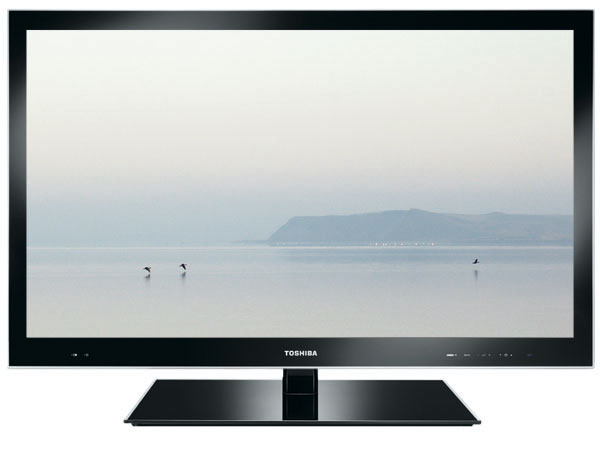
东芝 VL748, 2010
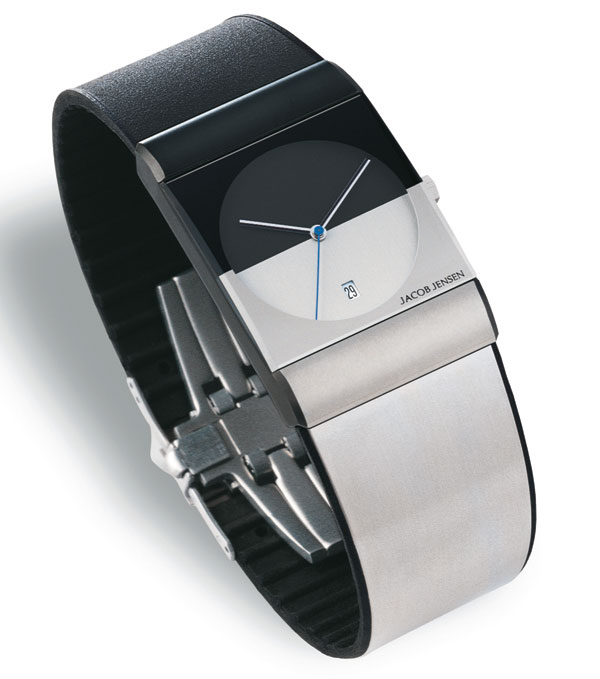
JACOB JENSEN™ Classic 510, 1986
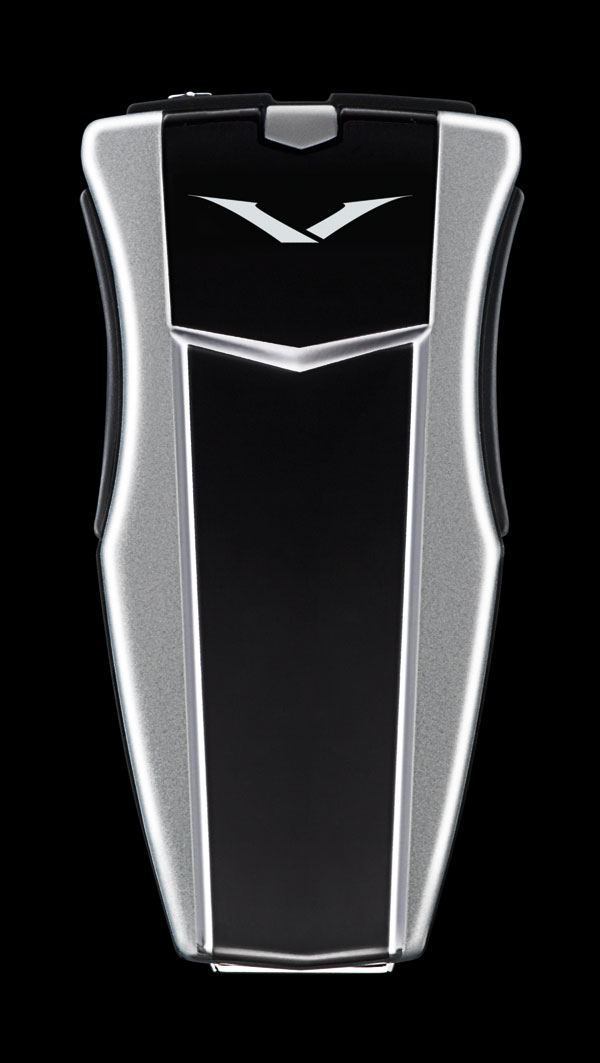
Vertu Aerius 蓝牙耳机, 2006